# 天圣站
天聖站（韓語：천성역）是朝鮮民主主義人民共和國平安南道殷山郡的一個鐵路車站，属于天聖煤礦線。

## 邻近车站
天聖煤礦線
望日里站 - 天聖站